# The Woman's Bible
The Woman's Bible (en català: La Bíblia de les dones) és un text en dues parts, de no ficció, escrit per Elizabeth Cady Stanton i un comité de 26 dones, publicada la primera part, el 1895; i la segona el 1898, per a desafiar la posició tradicional de l'ortodòxia religiosa (tant de l'Antic com del Nou Testament) que afirma que la dona ha d'estar subordinada a l'home. En fer aquesta obra, Stanton desitjava promoure una radical teologia de l'alliberament, i emfasitzar l'autodesenvolupament. L'assaig creà una gran controvèrsia i antagonisme a la introducció.
Moltes activistes dels drets de les dones que treballaven amb Elizabeth Cady Stanton s'oposaren a la publicació de La Bíblia de les dones perquè pensaven que danyaria l'impuls donat al sufragi femení. Tot i que els estudiosos de la Bíblia mai no el van acceptar com un treball important, esdevingué un èxit de vendes popular, per a gran consternació de les sufragistes que treballaven amb Stanton en l'Associació Nacional Nord-americana del Sufragi (NAWSA per l'acrònim en anglés). Susan B. Anthony tractà d'apaivagar les sufragistes més joves, però van emetre una denúncia formal contra el llibre i intentaren distanciar el moviment del sufragi de l'abast més ampli de Stanton, que incloïa atacs a la religió tradicional. A causa de la reacció negativa generalitzada, inclosa la d'algunes sufragistes que havien estat a prop d'ella, la publicació del llibre va extingir la influència d'Elizabeth Cady Stanton en el moviment pel vot universal.

## Antecedents

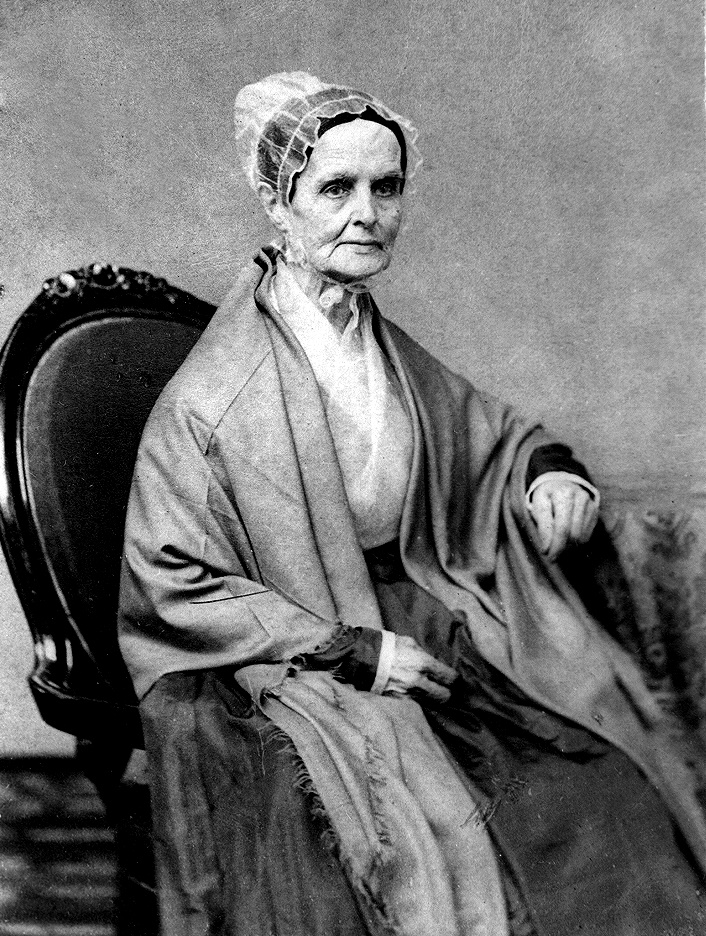
Lucretia Mott va usar passatges de la Bíblia per a respondre als que advocaven per la submissió de les dones

A principis del segle xix, qui defensaven els drets de les dones començaren a acumular refutacions als arguments utilitzats en contra, basats en interpretacions tradicionals de les Escriptures de la Bíblia. Lucretia Mott contrarestà qui la posarien al seu lloc en citar altres passatges de la Bíblia, o desafiant la interpretació originària de les Escriptures. El 1849, Mott escrigué el Discurs sobre la dona enraonant sobre Adam i Eva, i sobre activitats de dones que apareixen en la Bíblia, i argumentà que la Bíblia recolzava el drets de les dones a parlar en veu alta sobre les seues creences espirituals. Independentment de Mott, Lucy Stone determinà, per si mateixa, que les interpretacions de la Bíblia, dominades pels hòmens, són defectuoses: així, va aprendre grec i hebreu per comprendre les traduccions anteriors de la Bíblia que, segons ella, contindrien un discurs més favorable per a la igualtat de les dones. A Nova York, el 1848, amb l'ajuda de Mott, Elizabeth Cady Stanton col·laborà en la Declaració de Seneca Falls i hi inclogué dues resolucions que protestaven contra la usurpació dels drets humans, en relació amb la seua posició en l'Església. En la dècada dels 1850, Mott era una experta a desarmar arguments que els hòmens usaven amb les Escriptures en contra. El 1852, en la Convenció Nacional dels Drets de les Dones, i també al 1854, s'alçà per a debatre sobre els hòmens que venien amb les Escriptures a la mà. El rector Henry Grew digué a l'audiència de la convenció del 1854, que la Bíblia provava que els hòmens eren naturalment superiors a les dones. Fou contrarestat punt per punt per Hannah Tracy Cutler; i en termes socials i polítics per Mott, que començà dient: 
| « | "No és el cristianisme, sinó el sacerdoci qui ha sotmés les dones com ens trobem hui. L'Església i l'estat s'han unit, i per a nosaltres és bo veure-ho així ". | » |

## Comité de revisió

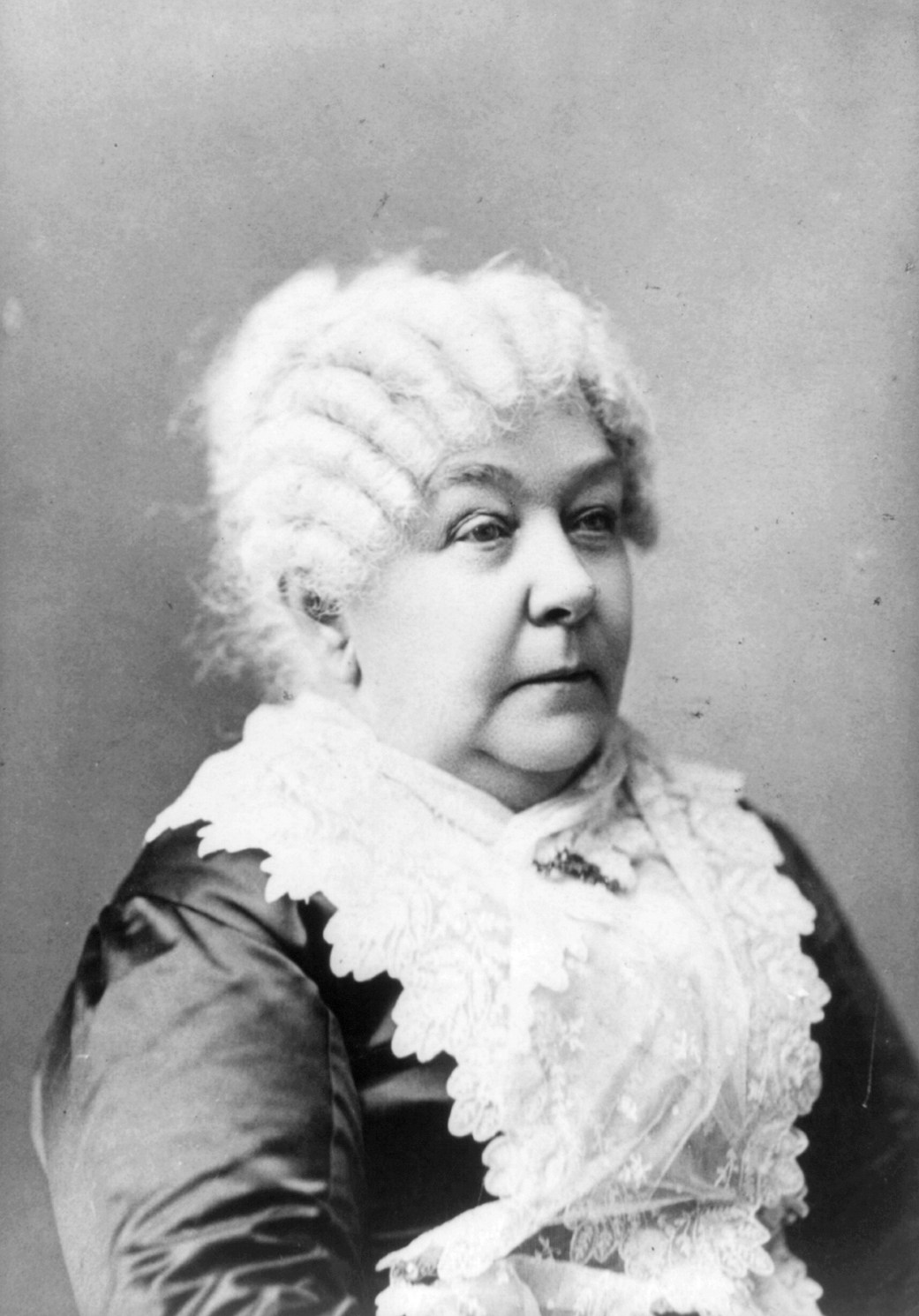
Elizabeth Cady Stanton estava insatisfeta, tant amb la Bíblia del rei Jaume com amb la versió revisada en anglés de la Bíblia

En els anys 1881, 1885 i 1894, l'Església d'Anglaterra publicà una versió revisada en anglés de la Bíblia, la primera nova versió en anglés en més de dos segles. Stanton no estava satisfeta perquè aquesta versió no havia incorporat les aportacions recents de la traductora de la Bíblia Julia Evelina Smith. Així, hi va dir:
| « | Independentment del que s'hi faça, amb aquesta Bíblia, en hebreu o en grec, en un llenguatge senzill, que no exalta ni dignifica les dones, el meu punt de vista de la crítica, n'és l'edició revisada del 1888. Fins ara, honoraré el comité revisador d'hòmens savis que ens n'han donat la millor exegesi segons la seua capacitat, tot i que Benjamin Disraeli va dir abans de morir, que contenia 150.000 errors en hebreu; i 7.000 en grec. | » |

Stanton aplegà un "Comité Revisor" per a fer comentaris sobre la nova versió de la Bíblia. Molts dels que abordà, en persona i per carta, s'hi negaren a participar, sobretot els acadèmics que arriscarien la reputació professional. Unes 26 persones hi van acceptar ajudar. Compartint la determinació de Stanton, el comité volgué esmenar la interpretació bíblica que consideraven contrària a les dones; i cridar l'atenció sobre la petita fracció de la Bíblia que parlava sobre les dones. Volien demostrar que no era pas la voluntat divina el que humiliava les dones, sinó el desig de dominació dels hòmens. El comité estava format per dones que no eren erudites en la Bíblia, però que estaven interessades en la interpretació bíblica; i, eren activistes pels drets de les dones. Entre els membres notables del comité internacional hi havia Augusta Jane Chapin,  Lillie Devereux Blake, Matilda Joslyn Gage, Olympia Brown, Alexandra van Gripenberg, Ursula Mellor Bright, Phebe Ann Coffin Hanaford, Clara Bewick Colby, i Irma von Troll-Borostyáni.
El 1890, amb la formació de l'Associació Nacional Nord-americana de Sufragi (NAWSA), Stanton en fou triada presidenta. I aviat deixà els deures executius a Susan B. Anthony; i viatjà a Europa durant dos anys. Mentre hi era, es reuní amb dones que compartien els seus punts de vista, i aplegà observacions crítiques sobre el paper de la dona en la Bíblia. A Greenbank, Bristol, Stanton es va reunir amb la sufragista anglesa Helen Bright Clark; i parlà a un grup sobre la posició bíblica de les dones. Clark li va preguntar si els punts de vista liberals de Stanton havien commogut alguns dels assistents, i Stanton respongué: --"Bé, si els que veiem l'absurditat de les antigues supersticions mai no la revelem als altres, com pot el món avançar en les teologies? en el capvespre de la vida, sent que és la meua missió especial dir-li a la gent el que no està preparat per a escoltar..."

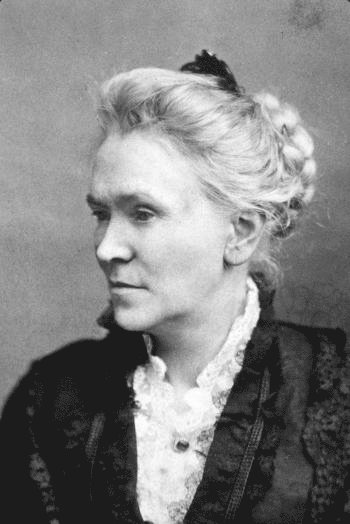
Matilda Joslyn Gage va sentir que la Bíblia, fins i tot quan la reinterpretava, no podia donar suport als drets de les dones

El 1893, Matilda Joslyn Gage es va prendre un temps de la seua participació en el Comité Revisor per a escriure Woman, Church and State (Dona, Església i estat), un llibre que desafia l'ensenyament tradicional judeocristià que les dones eren la font del pecat i que el sexe era pecaminós. Matilda J. Gage afegeix que el doble estàndard de moralitat afectava tots dos sexes. Es diferencia de la majoria de dones del Comité Revisor perquè no sentia que la Bíblia, una vegada interpretada en una forma més veritable i original, donaria suport als drets de les dones. Matilda J. Gage afirma que l'Església havia actuat en contra dels interessos de les dones de manera important: des de la llei canònica de l'Església catòlica, en les Escriptures, en la defensa del celibat, etc. Especialment preocupant per a Gage era la història d'Adam i Eva.Al novembre del 1895, es publicà The Woman's Bible - part I, sobre el Pentateuc (els primers cinc llibres de la Bíblia): Gènesis, Èxode, Levític, Números, i el Deuteronomi. Y, fue un best seller. Unes fonts noves de notícies informaren que la impressió de la primera edició (part I) constava de 50.000 còpies, s'exhauriren en tres mesos i, fins al 2 de maig del 1896, se'n vengué ràpidament una segona edició. L'abril del 1898, la segona part es publicà, cobrint la resta de l'Antic Testamento, així com tot el Nou. El text incloïa un pròleg, escrit per Stanton, en què reconeixia que "tant amic com enemic s'oposen al títol". Tanmateix, lloà el Comité Revisor per mostrar "una reverència venerada pel gran Esperit de Tot el Bé de l'Església". Stanton escrigué: 
| « | "Hem fet un fetitxisme de la Bíblia, per llarg temps. Ha arribat el moment de llegir-la com fem amb els altres llibres, acceptant-ne el bé i rebutjant el mal que ensenya". | » |

## Reaccions
En la introducció, La Bíblia de les dones fou molt criticada negativament, en articles i en el púlpit. Stanton escrigué que "el clergat ho va denunciar com el treball de Satanàs..." "Alguns es desanimaren només pel títol perjudicial i sacríleg, sobretot els que no es van prendre el temps de llegir el llibre. Altres van contrarestar les conclusions més extremes de l'obra, una per una, en fòrums públics com a cartes a l'editor. Una lectora del The New York Times escrigué per a censurar La Bíblia de les dones per les seues declaracions radicals que la Trinitat es componia per "una Mare, un Pare i un Fill celestials", i que les oracions s'han de dirigir a una "Mare celestial ideal". Stanton contrarestà els atacs de les lectores, i escrigué que "l'única diferència entre nosaltres és que diem que aquestes idees degradants sobre les dones emanaven del cervell de l'home, mentre que l'Església diu que venen de Déu".

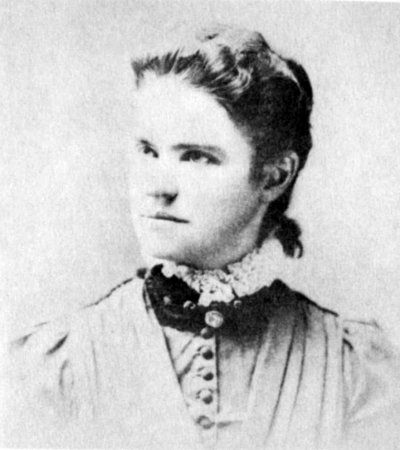
Rachel Foster Avery afirmà que La Bíblia de les dones havia obstaculitzat la causa pel sufragi femení

En la convenció de NAWSA del 23 al 28 de gener del 1896, la secretària corresponent, Rachel Foster Avery, dirigí la batalla pe a distanciar l'organització de la "Bíblia de les dones". Després que Susan B. Anthony inauguràs la convenció el 23 de gener, Avery sorprengué Anthony en assenyalar als més de 100 membres de l'audiència: 
| « | Durant l'última part de l'any, el nostre treball ha estat, en direccions distintes, molt obstaculitzat per la idea errònia que hi ha relació entre l'anomenada "Bíblia de les dones" amb la nostra associació. Com a organització, hem sigut responsables de l'acció d'un individu ... en emetre un volum amb un títol pretensiós, que abasta un munt de comentaris no erudits ni amb valor literari, establert en un esperit que no es reverent ni indagant. | » |

Avery demanà votar una resolució que expressàs: "que aquesta Associació no és sectària, està composta per persones de tots els matisos d'opinió religiosa, i no té connexió amb l'anomenada Bíblia de les dones, o qualsevol publicació teològica". La moció es presentà més tard, i, també se'n feren mocions per a llevar els comentaris d'Avery del registre oficial. De tota manera, es publicà l'endemà un informe complet dels comentaris d'Avery, en The New York Times.
L'opinió de la delegada de NAWSA, Laura Clay, expressada en el seu informe del Comité del Sud diu que: "... el Sud està llest per al sufragi femení, però ha de ser només sobre el sufragi femení i res més". Fou típic de la majoria de les respostes, respecte al conflicte de La Bíblia de les dones. La majoria de sufragistes sols volia treballar pel dret al vot universal, "sense unir-lo a la reforma del vestit, ni a la bicicleta, ni a cap altra cosa..."
En la tarda del 28 de gener, es va sotmetre a votació una llista de resolucions. Les set primeres passaren sense comentaris. La vuitena, la proposta de dissociació d'Avery amb La Bíblia de les dones, i la seua presència provocà un debat actiu. Anna Howard Shaw, Alice Stone Blackwell, Henry Browne Blackwell, Carrie Chapman Catt i altres en parlaren a favor, mentre que Colby, Lillie Devereux Blake i altres ho feren en contra. Anthony va deixar la seua cadira, en la presidència, per a unir-se al debat en contra de la resolució, i parlà llargament, dient: --"Lucretia Mott al principi pensava que la Sra. Stanton havia ferit la causa dels drets de les dones, en insistir en la demanda del sufragi femení, però va tenir la sensatesa de no fer-ho. I el mateix sorgeix d'aprovar una resolució referent a la Bíblia Femenina..."-- Amb una majoria de 53 a 41 delegats, n'aprovaren la resolució, una acció que es va veure com una censura de Stanton. El primer informe d'Avery del 23 de gener, es va adoptar amb la part sobre La Bíblia de les dones expurgada.
Stanton no va assistir a la convenció del 1896; tenia 80 anys, era obesa, i estava prostrada en el llit. Va reconéixer la controvèrsia provocada per la publicació de la primera part; continuà, però, escrivint la segona part del llibre i treballà en la seua autobiografia Eighty Years & More: Reminiscences 1815–1897 (Vuitanta anys i més: reminiscències 1815–1897). Va escriure a l'abril del 1896, a la seua amiga Antoinette Brown Blackwell: "Els nostres polítics són tranquils i complaents sota el nostre foc; el clergat, però, bota en el moment en què els apuntes amb una arma de foc" com pésols secs en el foc, en una paella calfada".

## Llegat
Stanton volia augmentar, amb un major grau d'erudició, La Bíblia de les dones, però no pogué convéncer els erudits bíblics de la seua època que participassen en el que s'esperava que fos un projecte controvertit. Els acadèmics evitaren abordar el tema del sexisme en la Bíblia fins al 1964, quan Margaret Brackenbury Crook publicà Women and Religion, un estudi de l'estatus de les dones en el judaisme i en el cristianisme. En el seu llibre del 1973, Beyond God the Father (Més enllà de Déu Pare), Mary Daly va rebatre The Woman's Bible, i les obres posteriors de Letty Russell i de Phyllis Trible fomentaren la connexió entre feminisme i la Bíblia. Hui, l'erudició bíblica de les dones ha arribat a la maduresa: les dones plantegen noves preguntes sobre la Bíblia i qüestionen el fonament mateix dels estudis bíblics.
Stanton fou marginada del moviment sufragista després de la publicació de La Bíblia de les dones. A partir d'aleshores, Susan B. Anthony prengué el lloc d'honor entre la majoria de les sufragistes. Stanton mai més no fou convidada a asseure's en un lloc d'honor en l'escenari de la convenció NAWSA.